# Čtverylka

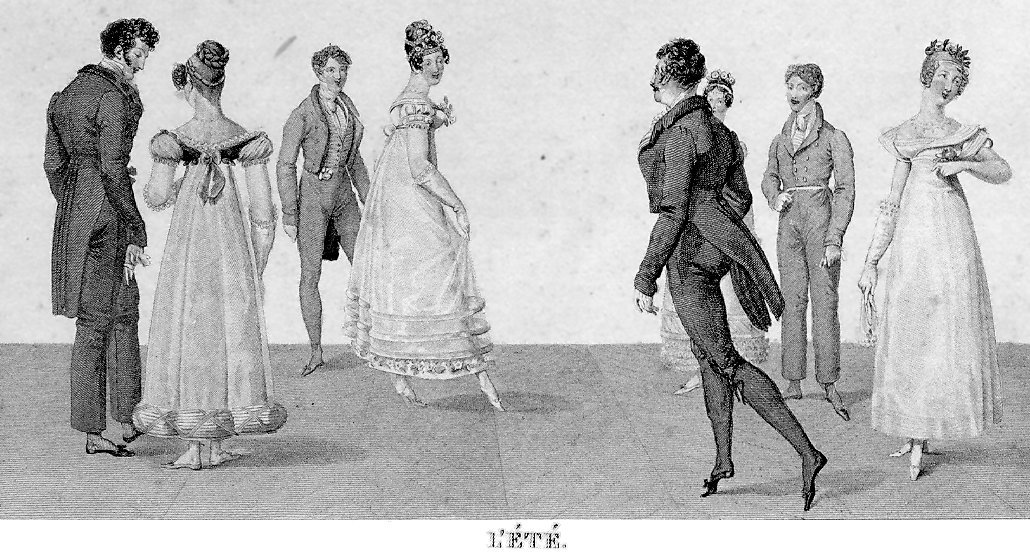
Ilustrace L'été ("letní") figury tance kvadrila, tisk z roku 1818.

Čtverylka, též kvadrila, je historický tanec, který tančí v základní čtvercové formaci čtyři taneční páry (dva páry stojící proti sobě). Vyvinul se ze starého francouzského tance cotillion kolem roku 1750. Ke konci 18. století bylo známo několik typů čtverylek, z nichž každý měl svou vlastní melodii a formu. Čtverylka skládající se z pěti obrazů se dodnes dochovala. Tančí ho libovolný počet párů (dělitelný 4) tak, že páry stojí proti sobě ve dvou řadách. Tanec vyžaduje tanečního vedoucího, který ohlašuje jednotlivé obrazy a figury. Názvy obrazů se dochovaly ve francouzštině.
Čtverylka je také označení pro hudební styl.
K nejpopulárnějším čtverylkám 19. století patřily Quadrille Française a Lancers / Lanciers (česky Dvořanka), které zároveň patří k nejstarším. Nejproslulejší původní českou čtverylkou byla Beseda, později nazvaná Česká beseda, která byla poprvé ve společnosti předvedena 13. listopadu 1862, v Konviktském sále v Praze.

## Počátky
V 17. století se v rámci vojenských přehlídek objevil termín quadrille, který popisoval útvary čtvercového tvaru, například postavy čtyř jezdců a jejich koní. Pravděpodobně pochází ze španělského slova cuadrillo (zdrobnělina znamená „čtyři“) a latinského slova quadratus (čtverec).

## Od párů koní k tanečním párům

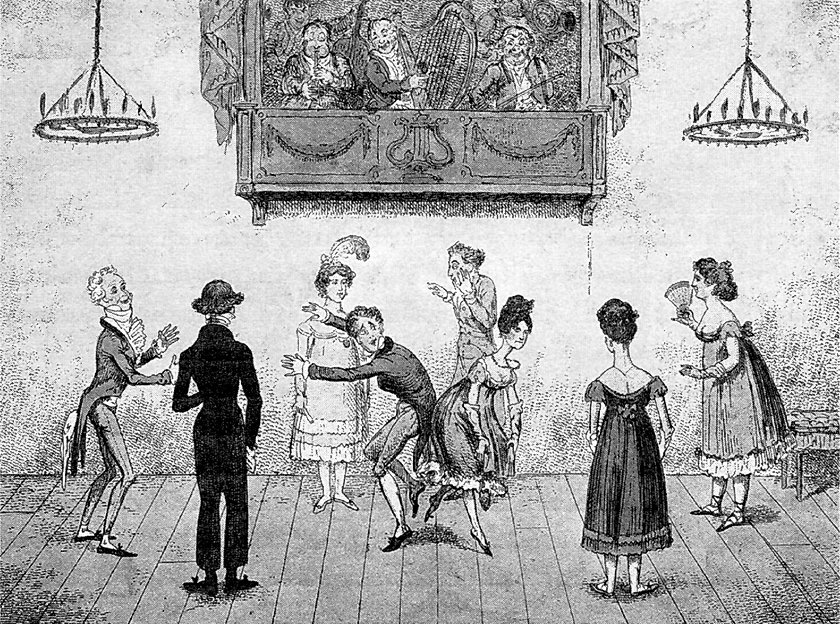
Nehody při tanci čtverylka, karikatura z roku 1817.

Představení byla velmi oblíbená a lidé začali vystupovat bez koní. V 18. století (od roku 1740) se čtverylka stala složitějším tancem a začala přejímat základy tanců cotillion (lišily se podle zemí). Ve Francii byla představena kolem roku 1760 a v Anglii ji kolem roku 1808 zpopularizovala tanečnice známá jako Miss Berry. Čtverylka byla také představena vévodovi z Devonshire a v roce 1813 se stala módním tancem. Během několika příštích let se ho naučila tančit většina vyšší třídy.
Čtverylka (francouzsky quadrille de contredanses) se stala živým tancem pro čtyři taneční páry umístěné v rozích virtuálního čtverce. Každá jednotlivá dvojice směřuje do středu čtverce. Jeden taneční pár je určen jako vedoucí a další tři jako vedlejší dvojice. Taneční figuru nejprve tančil hlavní pár, poté ji opakovaly vedlejší páry. V původní francouzské verzi tančily pouze dva páry. Další dva byly přidány jen pro doplnění čtvercové formace.
Terminologie, která se ve čtverylce používá, je prakticky stejná jako v baletu. Taneční figury mají názvy jako jeté, chassé, croisé, plié, arabesque atd.

## Tance v tanci
Čtverylka se v 19. století stala více populární a bylo do ní začleněno více figur z jiných tanců jako valčík, lancer, ländler, deutscher. Když se čtverylka rozšířila v Německu a Rakousku, začali pro ni psát hudbu i tehdejší taneční skladatelé, především Josef Lanner a rodina Straussových.
U tanců, ke kterým byla hudba nově složena, zůstaly názvy jejich pěti částí (nebo obrazů) stejné a tanečníci někdy hudbu spíše poslouchali, než aby na ni tančili. Názvy obrazů jsou:
1. Le Pantalon
2. L’été
3. La Poule
4. La Pastourelle
5. Finale

Všechny obrazy obsahovaly hudbu z období 19. století. Le Pantalon byla píseň, jejíž druhá a třetí část byly obzvláště populární. La Pastourelle byla velmi slavná balada, kterou vymyslel hráč na kornet, Collinet. Finále bylo velmi živé.
Někdy byl obraz La Pastourelle nahrazen obrazem La Trénis, pojmenovaným po svém autorovi, tanečním mistru Trenitzovi. Ve vídeňské verzi čtverylky byly použity oba obrazy, La Trénis se stal čtvrtým dílem a La Pastourelle pátým dílem. Vídeňská čtverylka tak měla šest obrazů.

## Hudební analýza
Čtverylka se stala komplexním tancem. V základní podobě má pět různých obrazů a ve vídeňské šest. Níže uvedená tabulka ukazuje strukturu různých obrazů:
- obraz 1: Pantalon (ve 2/4 nebo 6/8 taktu)
  - tema A – tema B – tema A – tema C – tema A
- obraz 2: Été (vždy ve 2/4 taktu)
  - tema A – tema B – tema B – tema A
- obraz 3: Poule (vždy v 6/8 taktu) - obraz 3 začíná vždy dvoutaktovým úvodem
  - tema A – tema B – tema A – tema C – tema A – tema B – tema A
- obraz 4: Trénis (vždy ve 2/4 taktu)
  - tema A – tema B – tema B – tema A
- obraz 5: Pastourelle (vždy ve 2/4 taktu)
  - tema A – tema B – tema C – tema B – tema A
- obraz 6: Finale (vždy ve 2/4 taktu) - obraz 6 začíná vždy dvoutaktovým úvodem
  - tema A – tema A – tema B – tema B – tema A – tema A

Všechna témata mají 8 taktů.

## Slavnostní čtverylka
Mechanika tance založená na neustálé výměně tanečních partnerů se srovnávala s evropským politickým systémem 18. století. Takzvaná „Slavnostní čtverylka“ připomínala navazování nových aliancí s různými partnery s cílem udržet rovnováhu sil v Evropě.

## Maturantská paráda

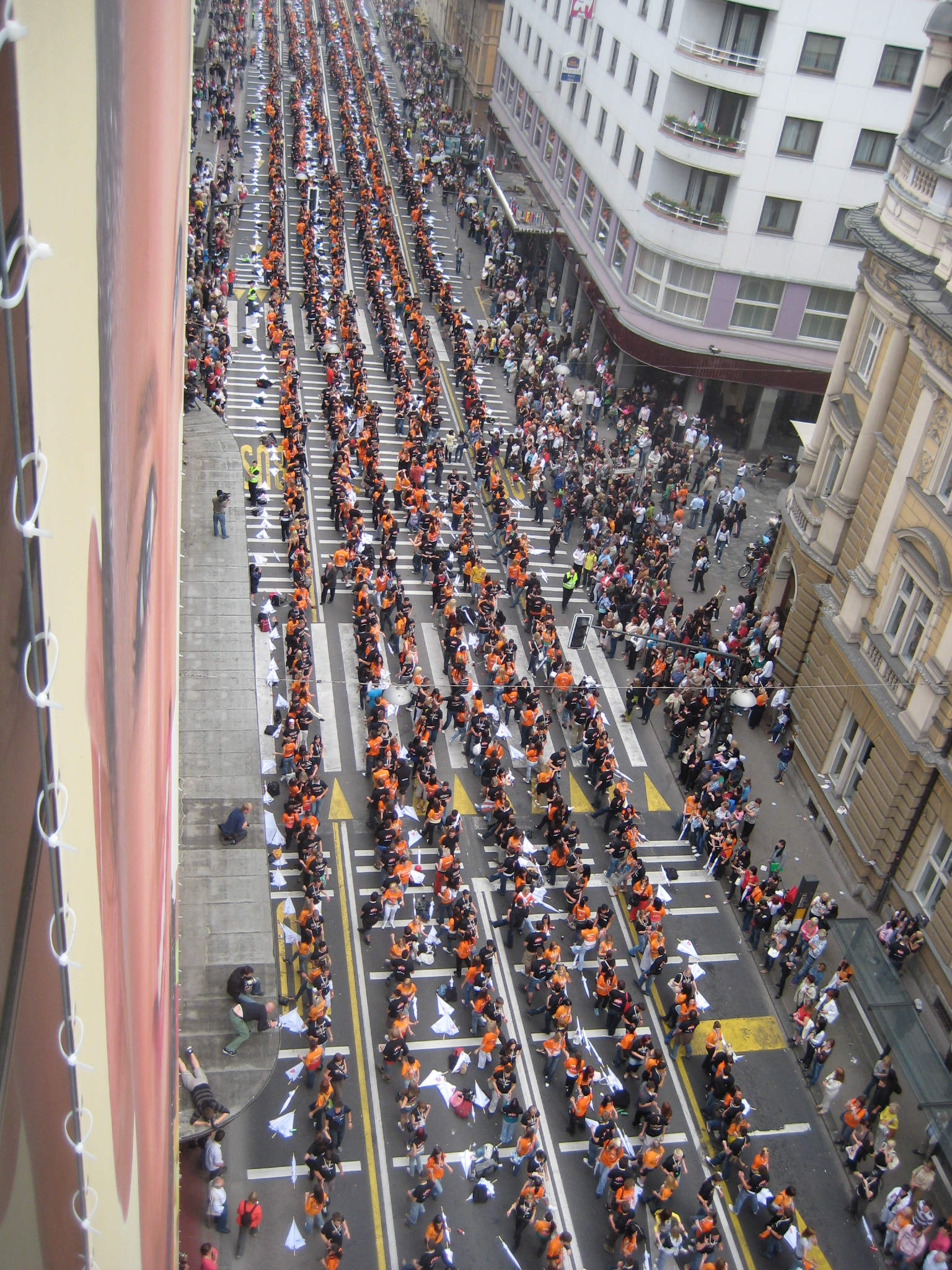
Maturantská paráda v Lublani (15. 5 2009)

Maturantská paráda je taneční akce, která od roku 2001 sdružuje maturanty a maturantky při tanci čtverylky v ulicích měst. Tančí se ve vybraný květnový den přesně v poledne, bez ohledu na povětrnostní podmínky, na Straussovu čtverylku z operety Netopýr. Maturantskou parádu přenesl do ulic Lublaně slovinský učitel tance Tomaž Ambrož. Od roku 2006 se k Maturantské parádě připojuje Evropský taneční festival čtverylky („SQuadrille - European Quadrille Dance Festival"), který pořádá Slovinský taneční svaz. Maturantskou parádu pořádá taneční škola Urška („Urška Pro") a čtverylku absolventů organizuje Taneční unie Slovinska („PZS–Plesna zveza Slovenije"). Místem prvního uspořádání byla Lublaň, druhého Maribor.